# Potočná (Číměř)
Potočná (dříve Krampachy, německy Grambach) je malá vesnice, část obce Číměř v okrese Jindřichův Hradec v Jihočeském kraji. Nachází se asi 3,5 kilometru jižně od Číměře. Potočná leží v katastrálním území Potočná u Číměře o rozloze 3,92 km².

## Historie
První písemná zmínka o vesnici pochází z roku 1364.

## Obyvatelstvo
| Rok            | 1869 | 1880 | 1890 | 1900 | 1910 | 1921 | 1930 | 1950 | 1961 | 1970 | 1980 | 1991 | 2001 | 2011 | 2021 |
| -------------- | ---- | ---- | ---- | ---- | ---- | ---- | ---- | ---- | ---- | ---- | ---- | ---- | ---- | ---- | ---- |
| Počet obyvatel | 276  | 272  | 266  | 271  | 263  | 213  | 208  | 136  | 121  | 98   | 70   | 40   | 28   | 45   | 43   |
| Počet domů     | 40   | 41   | 41   | 42   | 44   | 45   | 46   | 38   | 29   | 29   | 21   | 28   | 28   | 32   | 33   |

## Obecní správa
Při sčítání lidu v letech 1850–1964 Potočná byla samostatnou obcí v okrese Jindřichův Hradec. Od 14. června 1964 je částí obce Číměř v okrese Jindřichův Hradec.

## Další fotografie

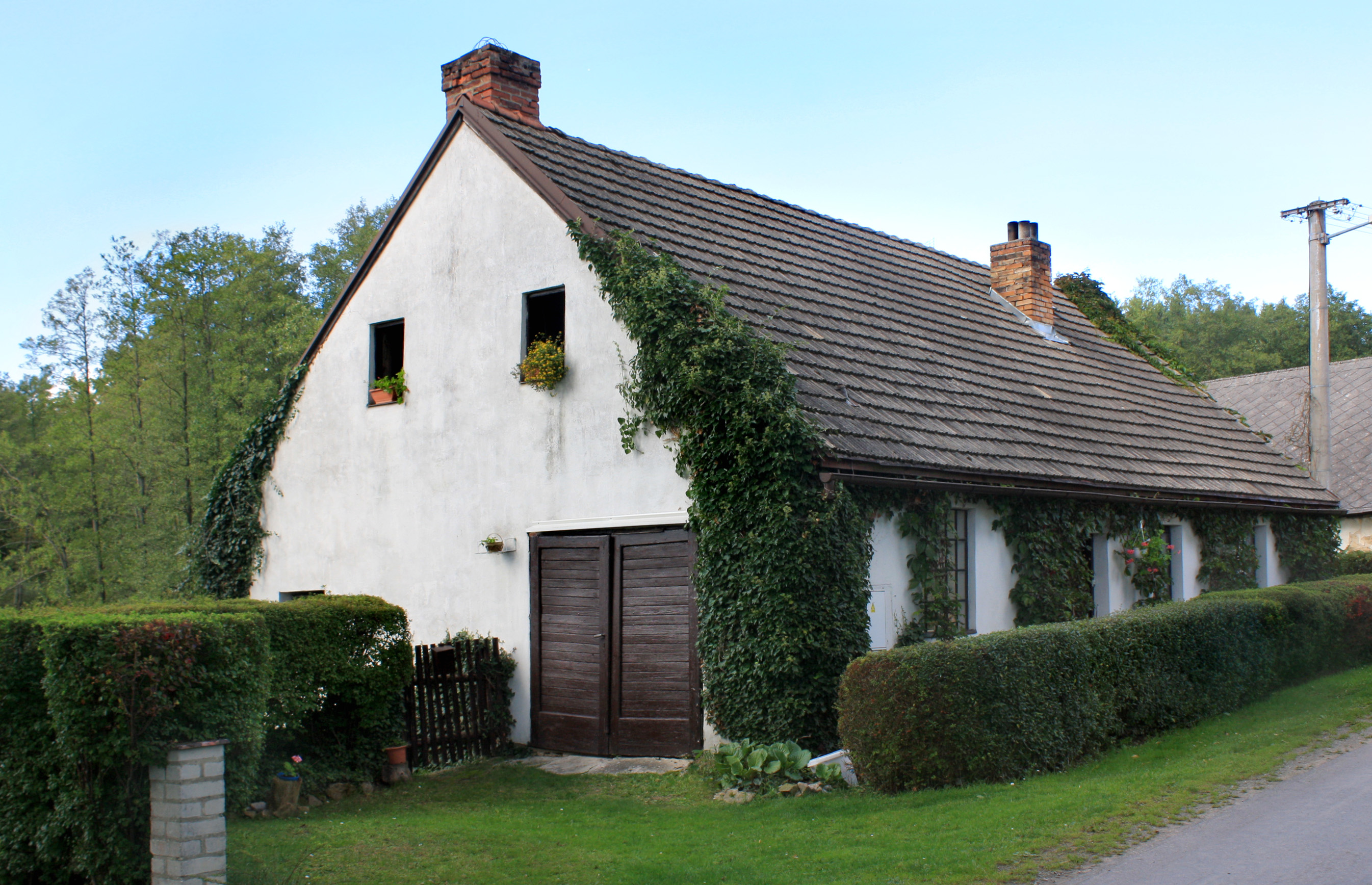
Domek v dolní části
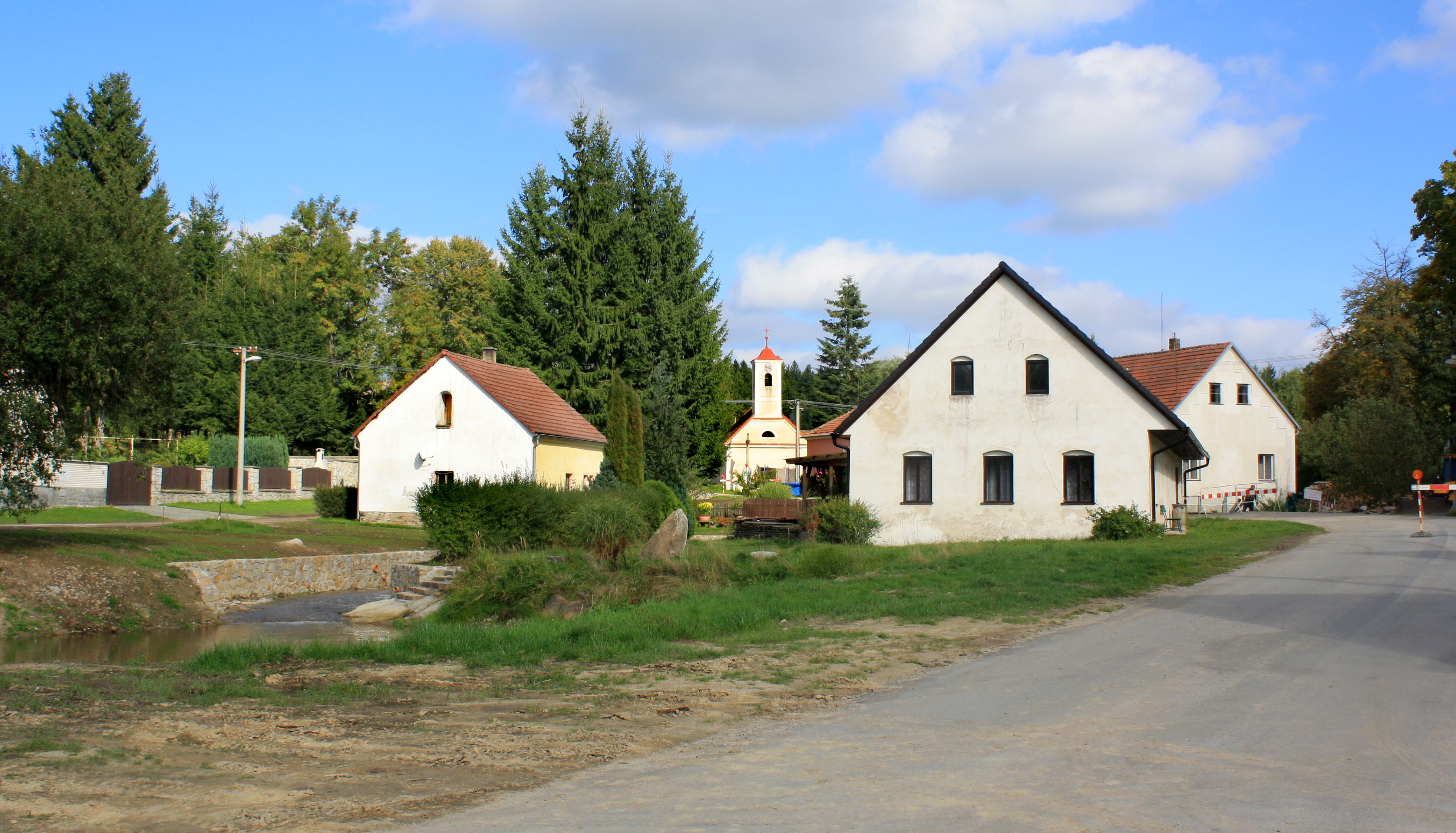
Domy na návsi
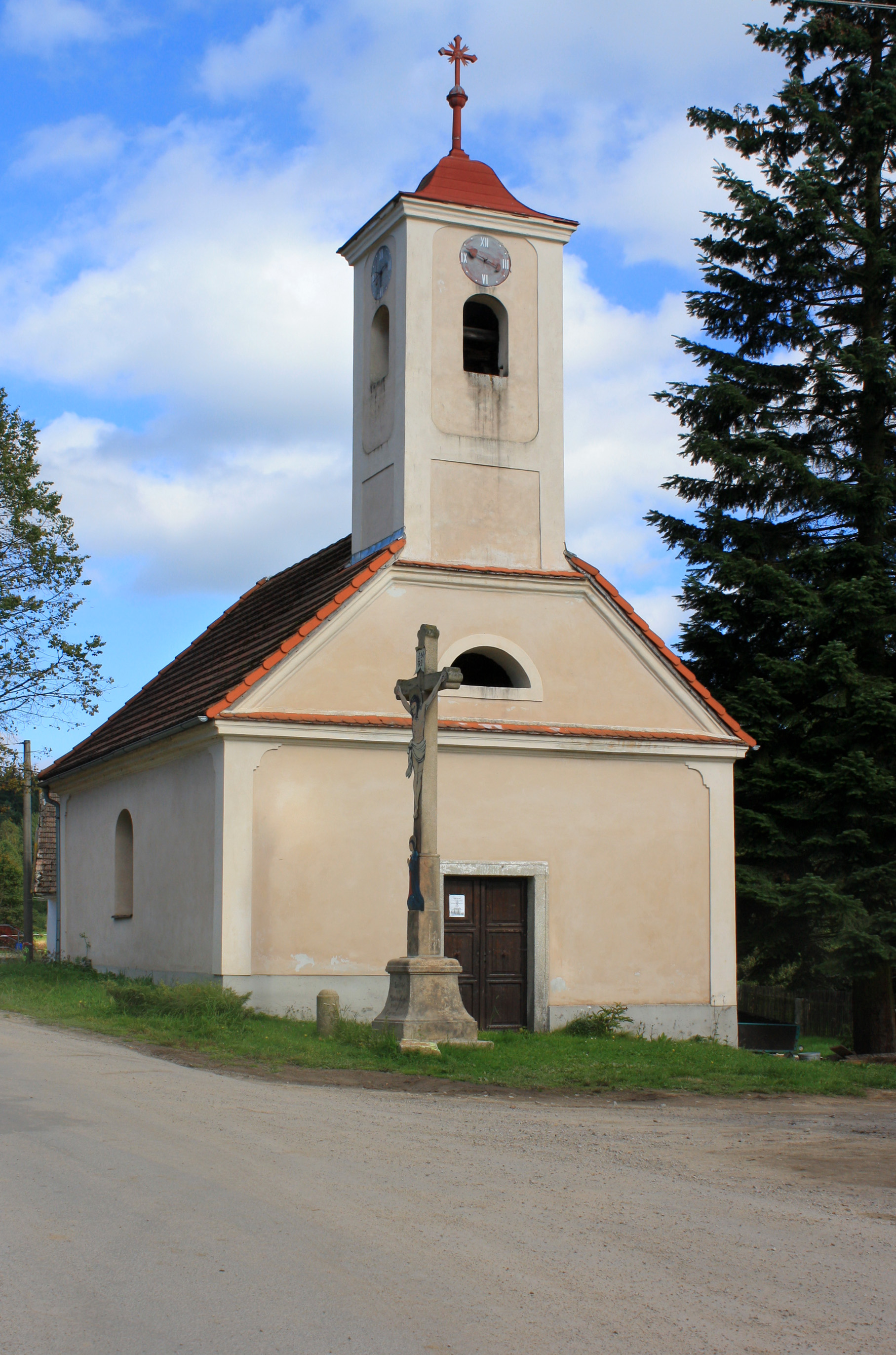
Masivní kaple nad návsí